# Misje dyplomatyczne Serbii

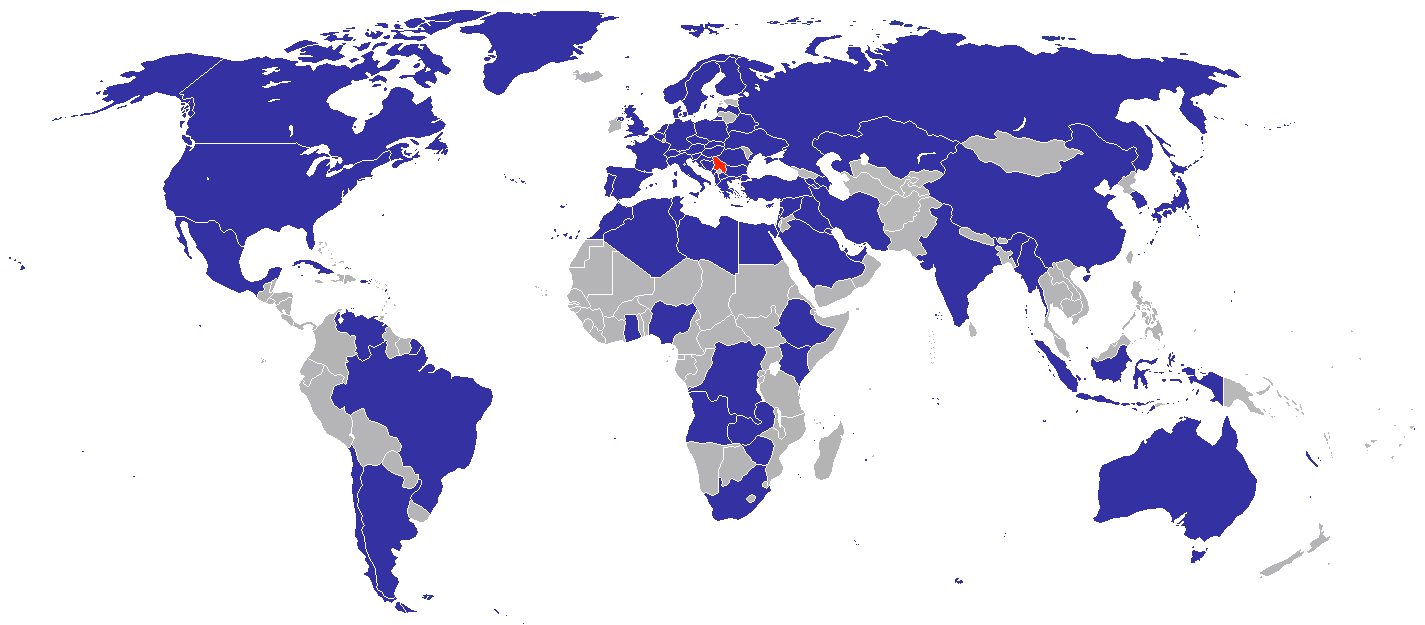
Kraje, w których Republika Serbii ma swoje przedstawicielstwa dyplomatyczne

Misje dyplomatyczne Serbii – przedstawicielstwa dyplomatyczne Republiki Serbii przy innych państwach i organizacjach międzynarodowych. Poniższa lista zawiera wykaz obecnych ambasad i konsulatów zawodowych. Nie uwzględniono konsulatów honorowych.

## Europa
- Albania
  - Tirana (ambasada)
- Austria
  - Wiedeń (ambasada)
  - Salzburg (konsulat generalny)
- Belgia
  - Bruksela (ambasada)
- Białoruś
  - Mińsk (ambasada)
- Bośnia i Hercegowina
  - Sarajewo (ambasada)
  - Banja Luka (konsulat generalny)
- Bułgaria
  - Sofia (ambasada)
- Chorwacja
  - Zagrzeb (ambasada)
  - Rijeka (konsulat generalny)
  - Vukovar (konsulat generalny)
- Cypr
  - Nikozja (ambasada)
- Czarnogóra
  - Podgorica (ambasada)
  - Herceg Novi (konsulat generalny)
- Czechy
  - Praga (ambasada)
- Dania
  - Kopenhaga (ambasada)
- Finlandia
  - Helsinki (ambasada)
- Francja
  - Paryż (ambasada)
  - Strasburg (konsulat)
- Grecja
  - Ateny (ambasada)
  - Saloniki (konsulat generalny)
- Hiszpania
  - Madryt (ambasada)
- Holandia
  - Haga (ambasada)
- Macedonia Północna
  - Skopje (ambasada)
- Niemcy
  - Berlin (ambasada)
  - Düsseldorf (konsulat generalny)

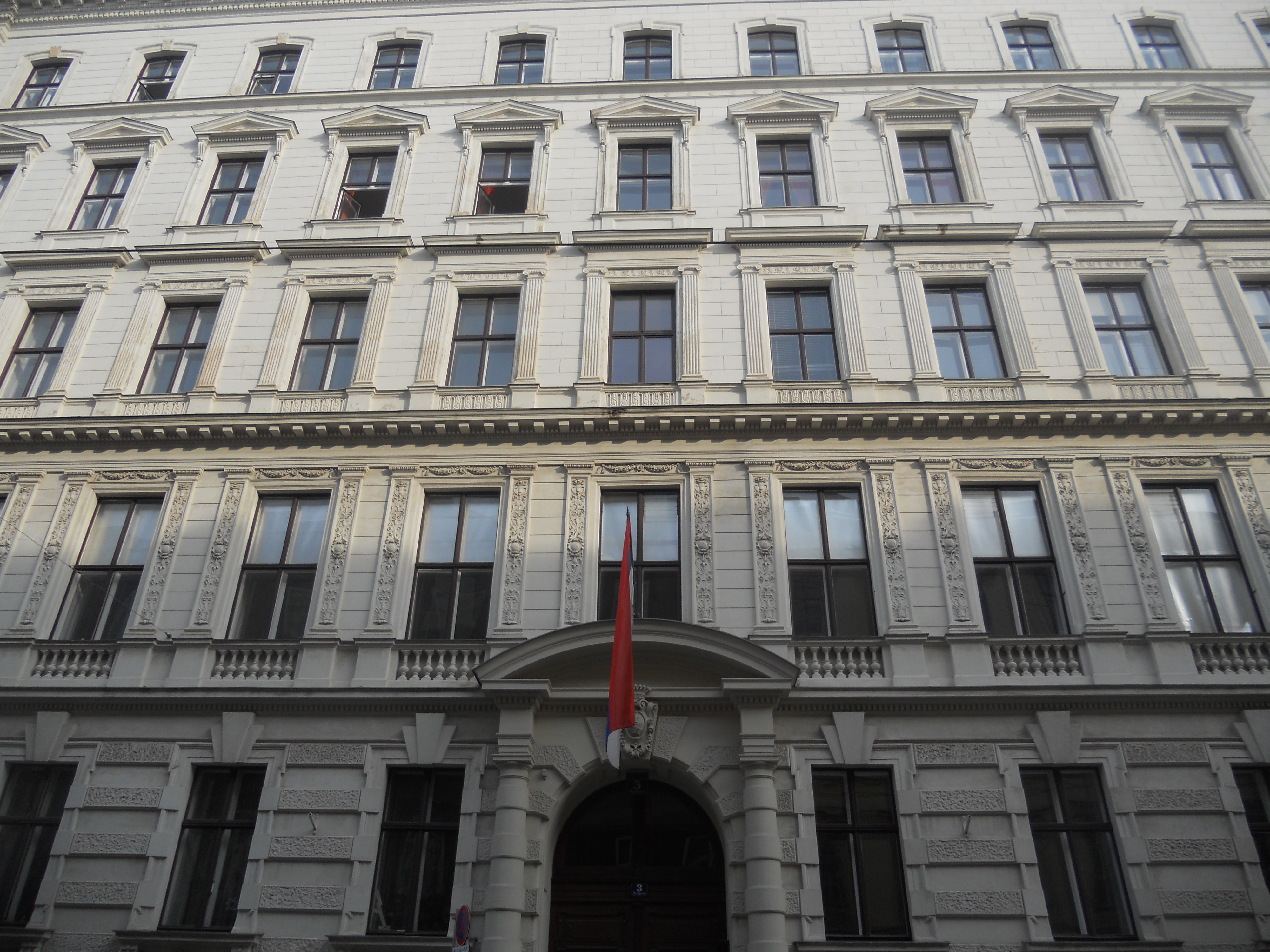
Ambasada Serbii w Wiedniu

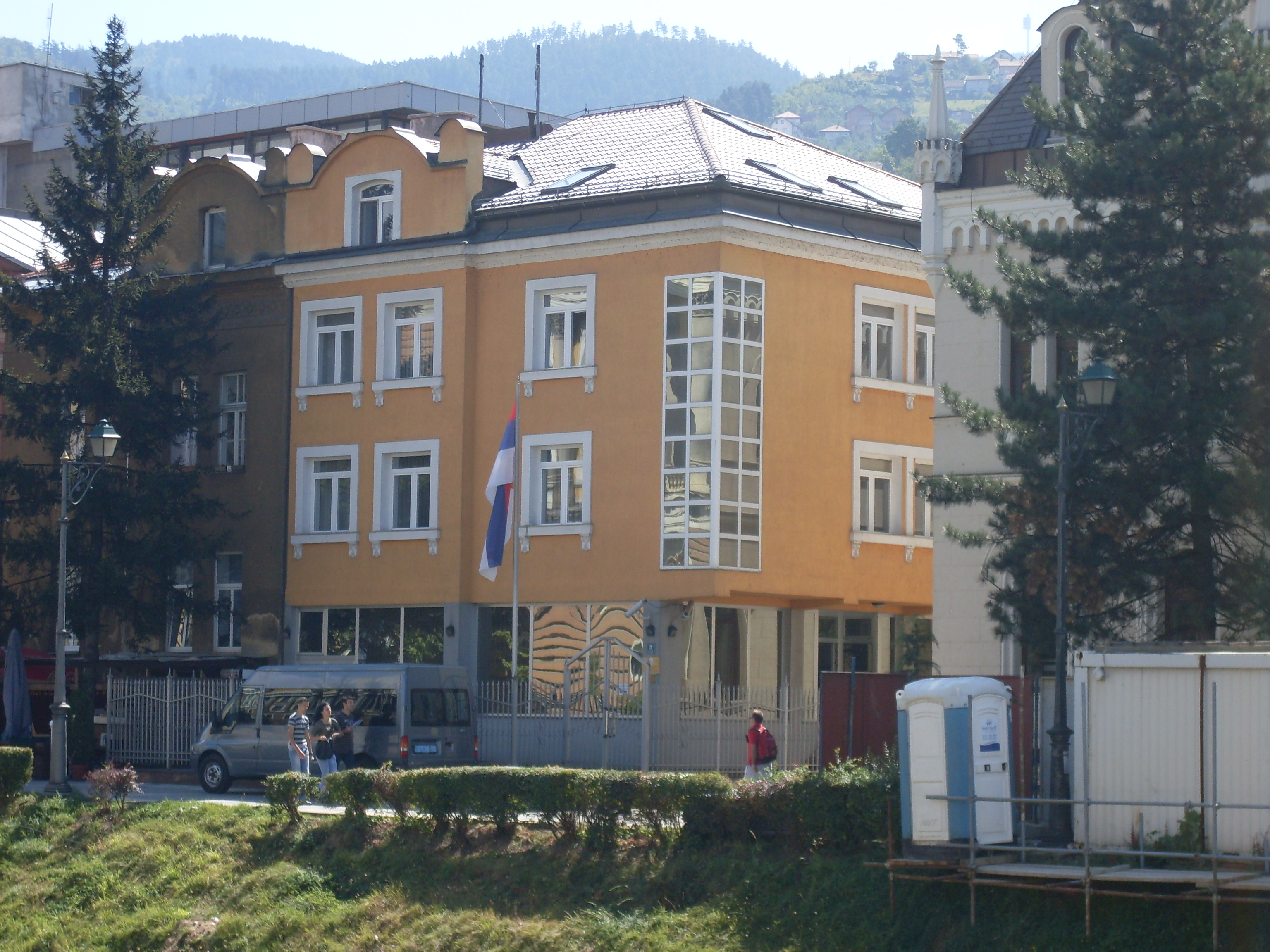
Ambasada Serbii w Sarajewie

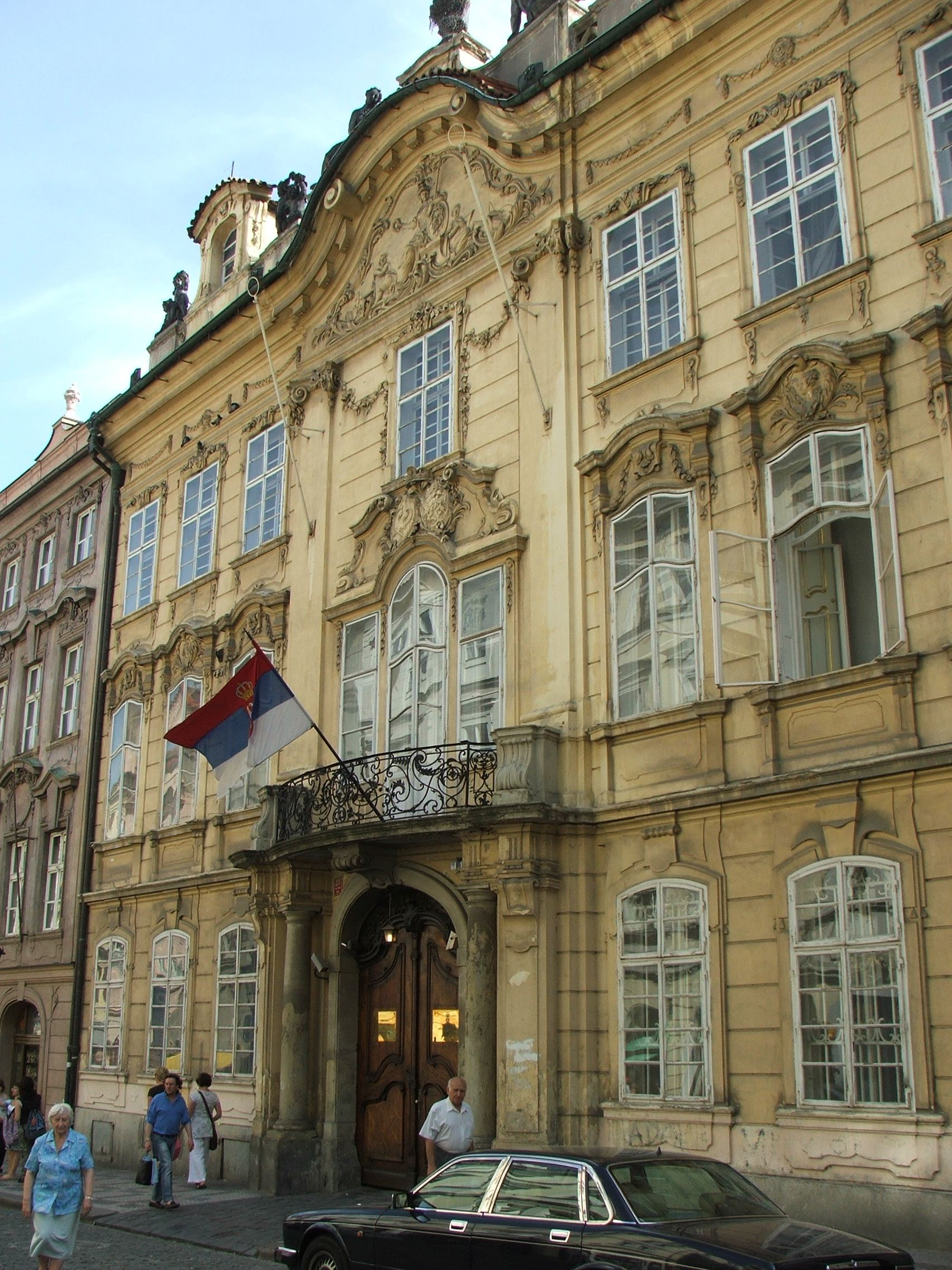
Ambasada Serbii w Pradze

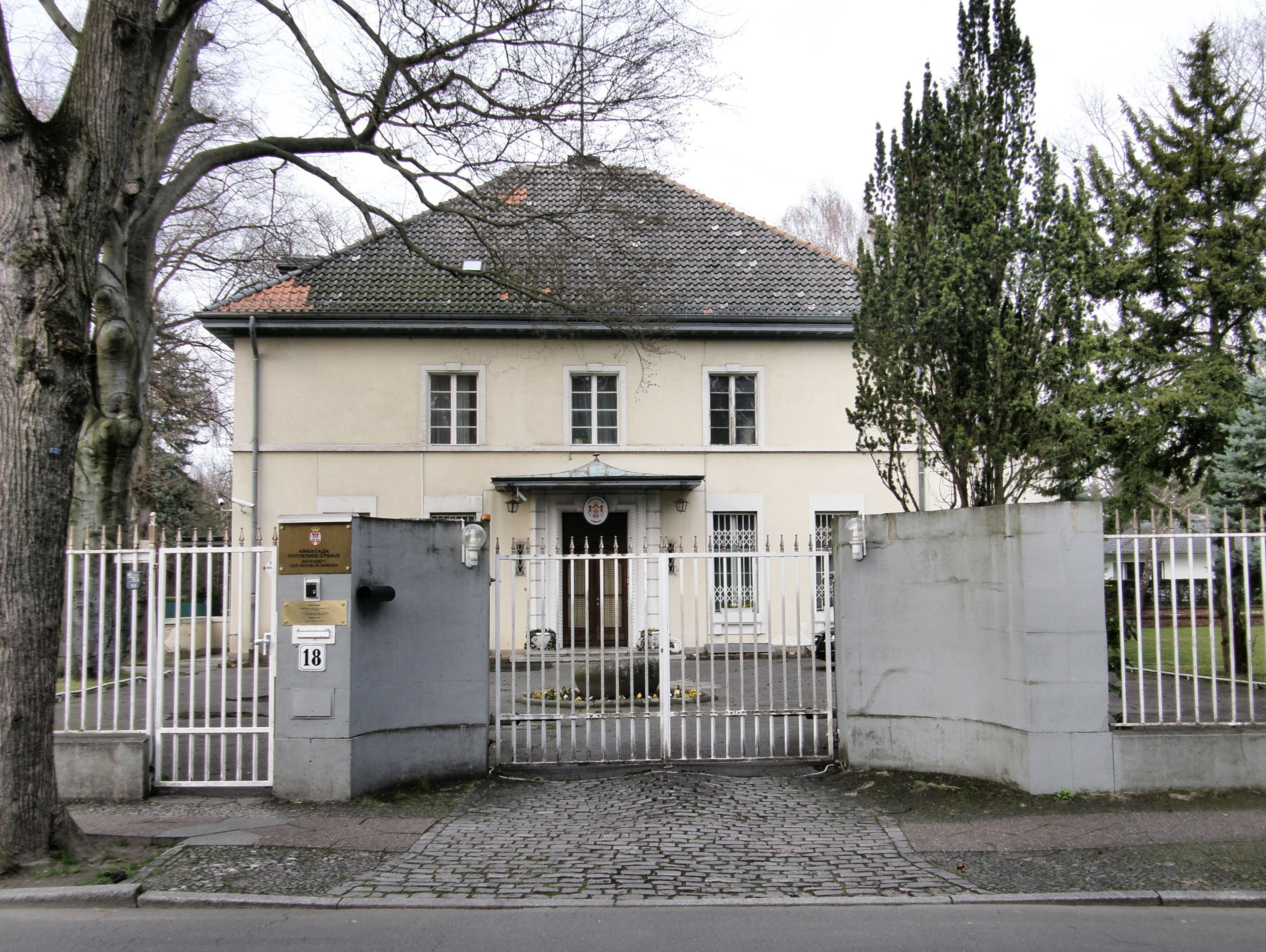
Ambasada Serbii w Berlinie

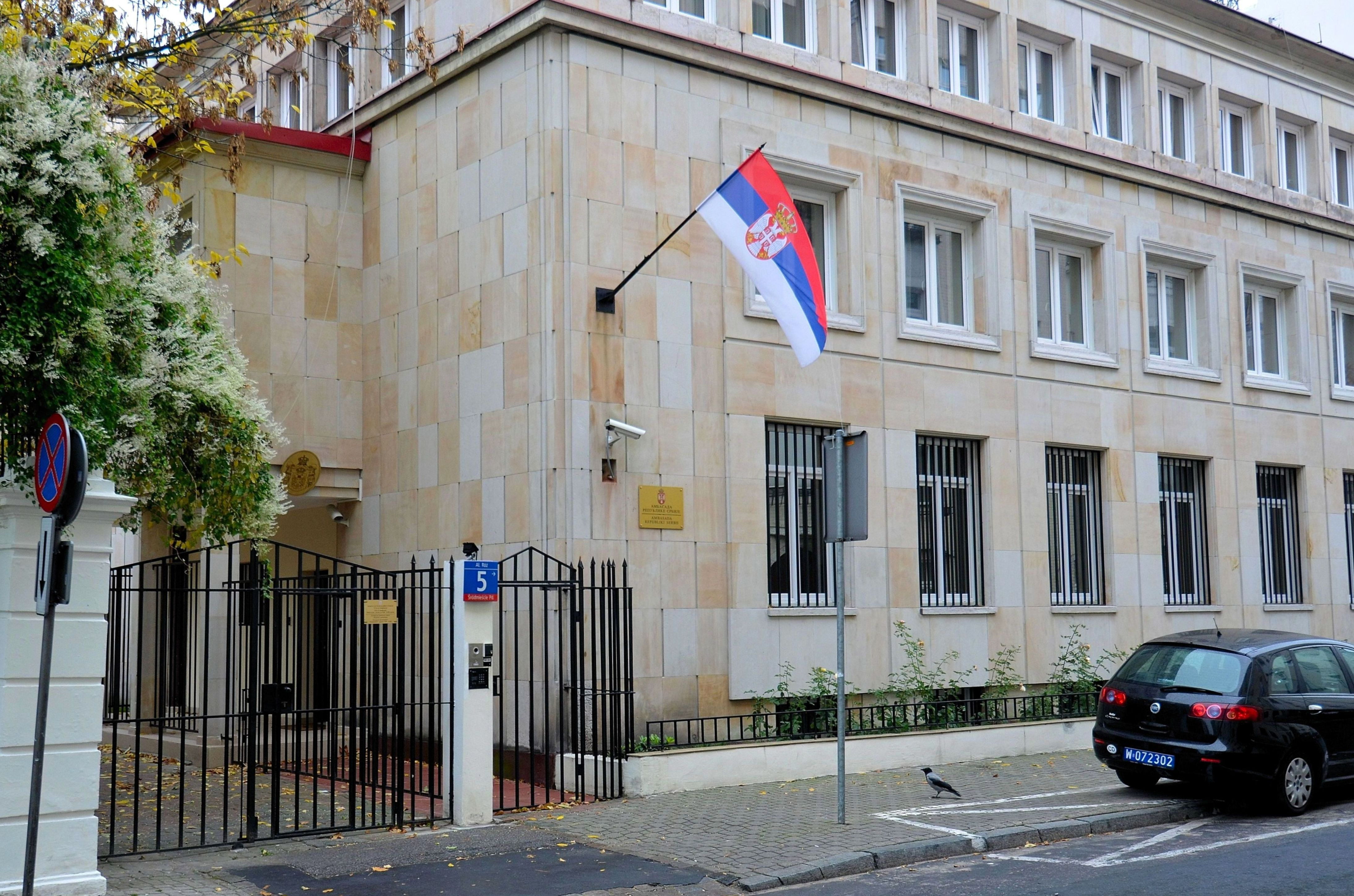
Ambasada Serbii w Warszawie

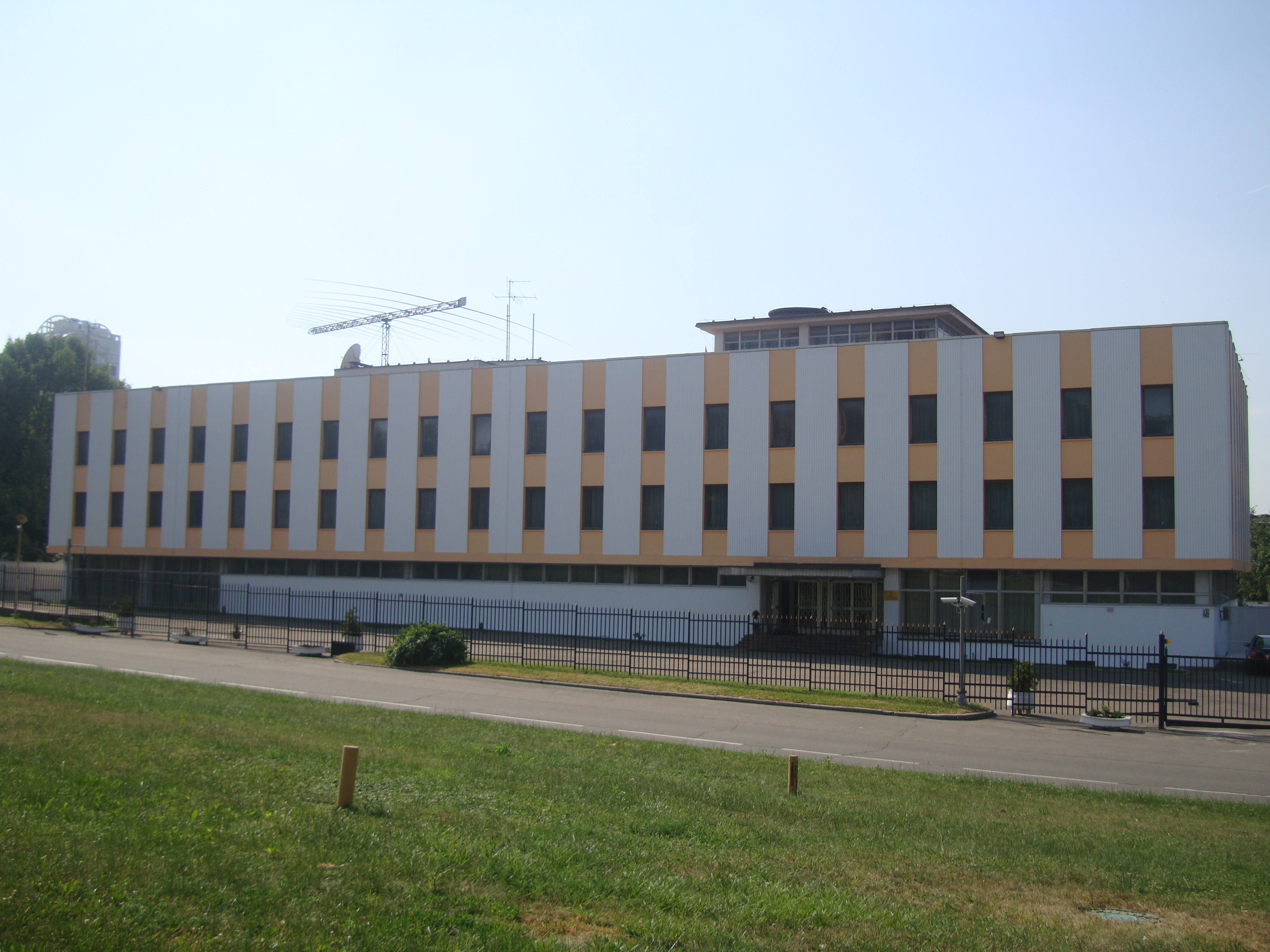
Ambasada Serbii w Moskwie

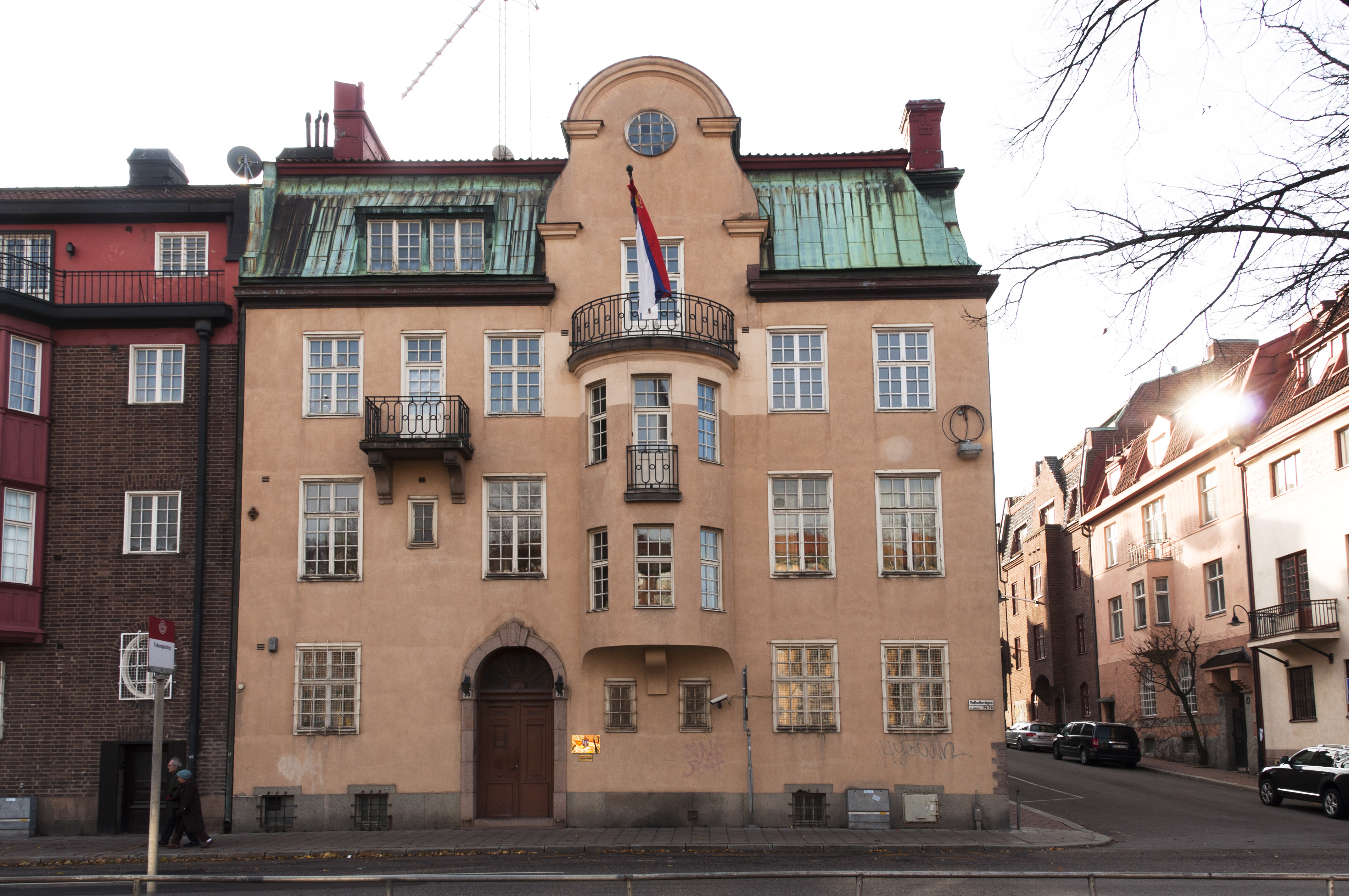
Ambasada Serbii w Sztokholmie

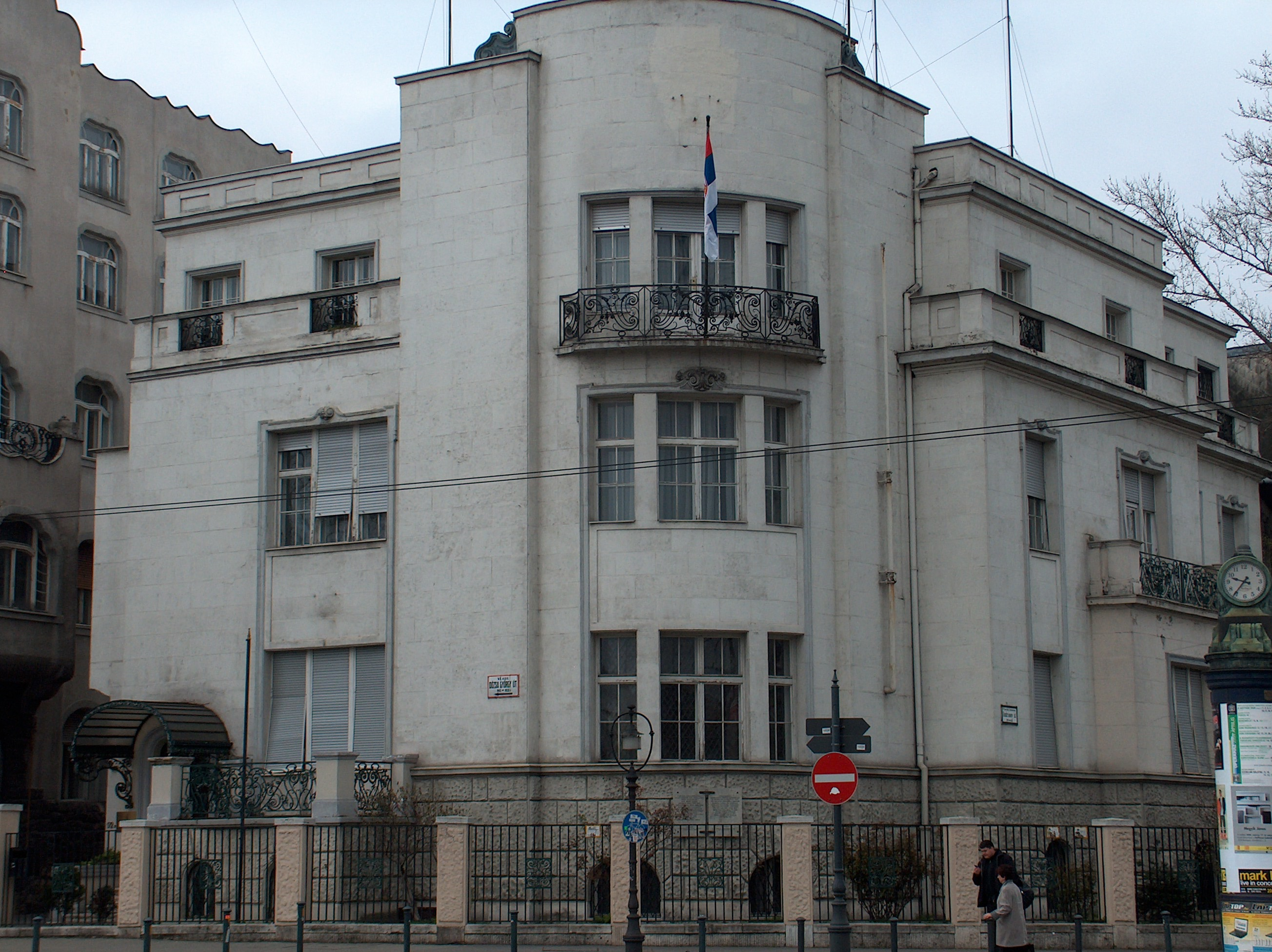
Ambasada Serbii w Budapeszcie

  - Frankfurt nad Menem (konsulat generalny)
  - Hamburg (konsulat generalny)
  - Monachium (konsulat generalny)
  - Stuttgart (konsulat generalny)
- Norwegia
  - Oslo (ambasada)
- Polska
  - Warszawa (Ambasada)
- Portugalia
  - Lizbona (ambasada)
- Rosja
  - Moskwa (ambasada)
- Rumunia
  - Bukareszt (ambasada)
  - Timișoara (konsulat generalny)
- Słowacja
  - Bratysława (ambasada)
- Słowenia
  - Lublana (ambasada)
- Stolica Apostolska
  - Rzym (ambasada)
- Szwajcaria
  - Berno (ambasada)
  - Zurych (konsulat generalny)
- Szwecja
  - Sztokholm (ambasada)
- Turcja
  - Ankara (ambasada)
  - Stambuł (konsulat generalny)
- Ukraina
  - Kijów (ambasada)
- Węgry
  - Budapeszt (ambasada)
- Wielka Brytania
  - Londyn (ambasada)
- Włochy
  - Rzym (ambasada)
  - Mediolan (konsulat generalny)
  - Triest (konsulat generalny)

## Ameryka Północna, Środkowa i Karaiby

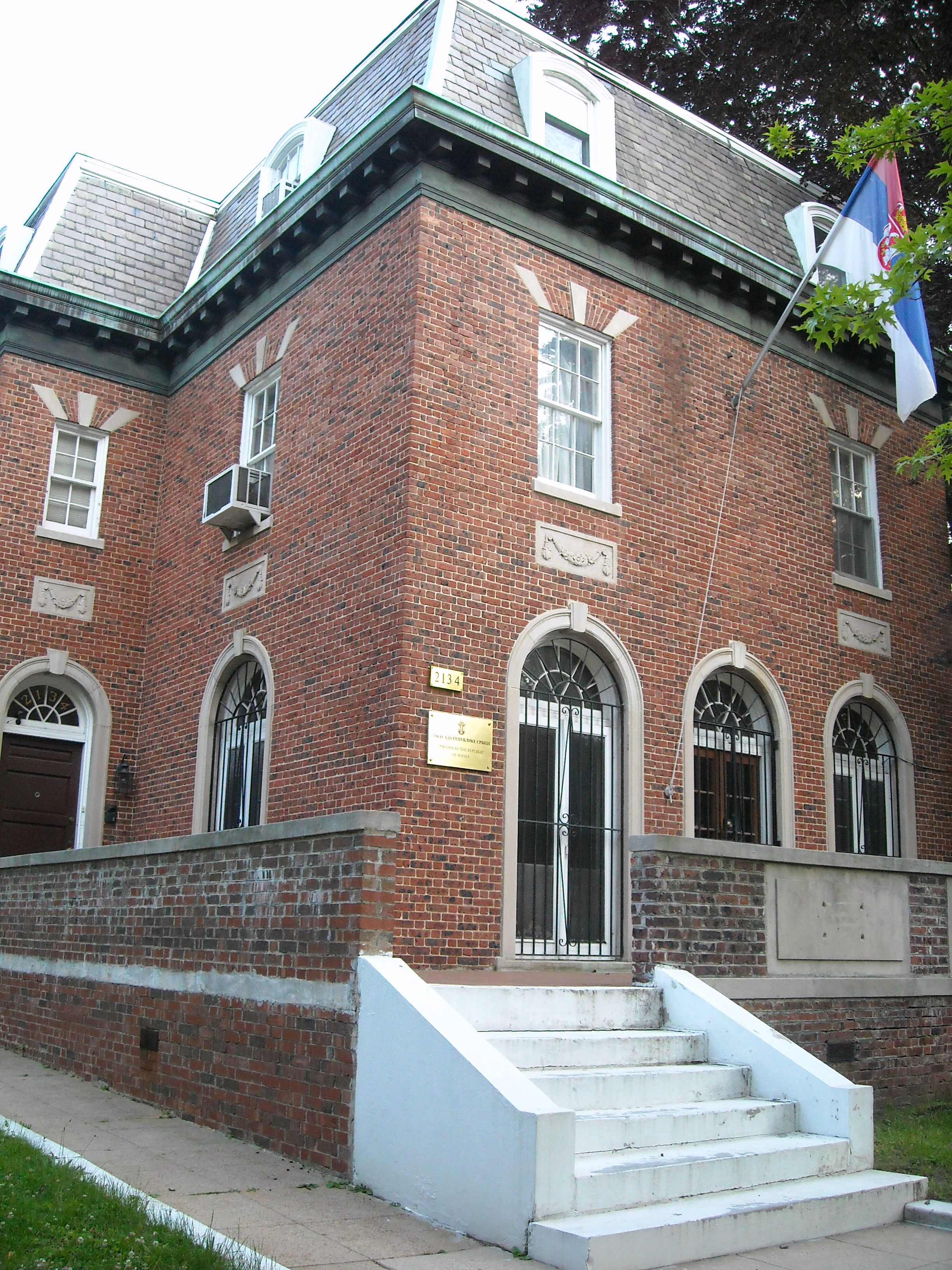
Ambasada Serbii w Waszyngtonie

- Kanada
  - Ottawa (ambasada)
  - Toronto (konsulat generalny)
- Kuba
  - Hawana (ambasada)
- Meksyk
  - Meksyk (ambasada)
- Stany Zjednoczone
  - Waszyngton (ambasada)
  - Chicago (konsulat generalny)
  - Nowy Jork (konsulat generalny)

## Ameryka Południowa
- Argentyna
  - Buenos Aires (ambasada)
- Brazylia
  - Brasília (ambasada)

## Afryka
- Algieria
  - Algier (ambasada)
- Angola
  - Luanda (ambasada)
- Egipt
  - Kair (ambasada)
- Etiopia
  - Addis Abeba (ambasada)
- Kenia
  - Nairobi (ambasada)
- Libia
  - Trypolis (ambasada)
- Maroko
  - Rabat (ambasada)
- Nigeria
  - Abudża (ambasada)
- Południowa Afryka
  - Pretoria (ambasada)
- Tunezja
  - Tunis (ambasada)
- Zambia
  - Lusaka (ambasada)

## Azja
- Azerbejdżan
  - Baku (ambasada)
- Mjanma
  - Rangun (ambasada)
- Chiny
  - Pekin (ambasada)
  - Szanghaj (konsulat generalny)
- Indie
  - Nowe Delhi (ambasada)
- Indonezja
  - Dżakarta (ambasada)
- Irak
  - Bagdad (ambasada)
- Iran
  - Teheran (ambasada)
- Izrael
  - Tel Awiw-Jafa (ambasada)
- Japonia
  - Tokio (ambasada)
- Jordania
  - Amman (ambasada)[1]
- Kazachstan
  - Astana (ambasada)
- Korea Południowa
  - Seul (ambasada)
- Kuwejt
  - Kuwejt (ambasada)
- Syria
  - Damaszek (ambasada)

## Australia i Oceania
- Australia
  - Canberra (ambasada)
  - Sydney (konsulat generalny)

## Organizacje międzynarodowe
- Nowy Jork – Stałe Przedstawicielstwo przy Organizacji Narodów Zjednoczonych
- Genewa – Stałe Przedstawicielstwo przy Biurze Narodów Zjednoczonych i innych organizacjach
- Paryż – Stałe Przedstawicielstwo przy UNESCO
- Wiedeń – Stałe Przedstawicielstwo przy Biurze Narodów Zjednoczonych i Organizacji Bezpieczeństwa i Współpracy w Europie
- Nairobi – Stałe Przedstawicielstwo przy Biurze Narodów Zjednoczonych i innych organizacjach
- Rzym – Stałe Przedstawicielstwo przy Organizacji Narodów Zjednoczonych do spraw Wyżywienia i Rolnictwa
- Bruksela – Stałe Przedstawicielstwo przy Unii Europejskiej
- Strasburg – Stałe Przedstawicielstwo przy Radzie Europy